# Hamilton (fysik)
 For alternative betydninger, se Hamilton. (Se også artikler, som begynder med Hamilton)
Hamiltonen (eng: Hamiltonian) er en størrelse inden for analytisk mekanik, som kan bruges til at finde bevægelsesligningen for et fysisk system. Man kan altså beskrive et system ved at opstille et udtryk for dets Hamilton. I klassisk mekanik kan Hamiltonen {\displaystyle H} være givet ved den potentielle {\displaystyle V} plus den kinetiske energi {\displaystyle T}:
{\displaystyle H=T+V}
Et system kan dog have mere end én Hamilton, og uden for den klassiske mekanik gælder den ovenstående formel ikke generelt.

## Hamiltonen og Lagrangen
Hamiltonen har dimensioner af energi og kan bruges til at finde bevægelsesligningen for et system. Disse karakteristika gælder også for Lagrangen, og de bruges da også begge inden for analytisk mekanik, hvor de hører til henholdsvis Hamilton-formalismen og Lagrange-formalismen. Hamilton-formalismen er yngre og er lavet ud fra Lagrange-formalismen. Den vigtige forskel er dog de variable i de to størrelser hvor mens begge afhænger af koordinat og tid, afhænger Langrangen af den generaliserede hastighed, mens Hamiltonen afhænger af den generaliserede impuls. Dvs.:
{\displaystyle {\begin{aligned}H&=H(q,p,t)\\L&=L(q,{\dot {q}},t)\end{aligned}}}
Det kan afhjælpes vha. en Legendre-transformation:
{\displaystyle H(q,p,t)={\dot {q}}p-L(q,{\dot {q}},t)}

## Hamiltonen i klassisk mekanik
I klassisk mekanik er det en grundlæggende egenskab ved Hamiltonen, at den er en funktion af et generaliseret koordinat q, en dertilhørende impuls p og tiden t Dette kan være, men er ikke nødvendigvis, et koordinat i xyz-retningen og en impuls givet ved masse gange hastighed. For en klassisk punktpartikel er den kinetiske energi
{\displaystyle T={\frac {1}{2}}mv^{2}}
Eftersom {\displaystyle p=mv} kan dette dog omskrives:
{\displaystyle T={\frac {p^{2}}{2m}}}
Hvis den potentielle energi sættes til at være en funktion af rummet med koordinatet r, bliver Hamiltonen:
{\displaystyle H={\frac {p^{2}}{2m}}+V(r)}
Det ses i øvrigt, at en Hamilton skrevet på denne måde er lig med systemets totale mekaniske energi.

### Hamiltons bevægelsesligninger
For at finde ud af hvordan et mekanisk system vil opføre sig, kan man bruge den fundne Hamilton i Hamiltons bevægelsesligninger. Hvis et system er beskrevet ved n generaliserede koordinater, er der 2n+1 bevægelsesligninger givet ved:
- Den generaliserede kraft: {\displaystyle {\dot {p}}_{i}=-{\frac {\partial H}{\partial q_{i}}}}
- Den generaliserede hastighed: {\displaystyle {\dot {q}}_{i}={\frac {\partial H}{\partial p_{i}}}}
- Sammenhængen mellem Hamiltonen og Langrangen: {\displaystyle {\frac {\partial H}{\partial t}}=-{\frac {\partial L}{\partial t}}}

## Hamiltonen i kvantemekanik
Inden for kvantemekanikken er Hamiltonen brugt flittigt i stedet for Newtonske kræfter. Inden for ikke-relativistisk kvantemekanik er den grundlæggende ligning Schrödingerligningen givet ved:
{\displaystyle {\frac {{\hat {p}}^{2}}{2m}}\psi _{n}+V(r)\psi _{n}=E\psi _{n}}
Her er impulsen blevet en operator, mens {\displaystyle \psi _{n}} er bølgefunktionen for en bestemt tilstand, og {\displaystyle E_{n}} er partiklens energi. Ved at sætte uden for parentes får vi:
{\displaystyle \left({\frac {{\hat {p}}^{2}}{2m}}+V(r)\right)\psi _{n}=E_{n}\psi _{n}}
Det ses nu, at udtrykket i parentes ligner Hamiltonen bortset fra, at der er tale om en operator. Den kvantemekaniske Hamilton bliver altså:
{\displaystyle {\hat {H}}={\frac {{\hat {p}}^{2}}{2m}}+V(r)}
Schrödingerligningen kan derved skrives simplere:
{\displaystyle {\hat {H}}\psi _{n}=E_{n}\psi _{n}}
Det ses, at Hamiltonen virker på bølgefunktionen ved at give bølgefunktionen igen gange en konstant. Pr. definition er bølgefunktionen altså en egenfunktion til Hamiltonen. Tilsvarende er energien Hamiltonens egenværdi, hvilket står i kontrast til den klassiske mekanik, hvor Hamiltonen i sig selv er energien.